# 北華里 (臺南市)
北華里是臺灣臺南市北區的一個里，設立於2018年4月30日。該里合併了玉皇里、三德里與五福里，東邊以公園路為界與公園里相鄰，西邊以西門路三段為界與立人里相鄰，北邊以公園南路為界與長興里相鄰，南邊以成功路為界與中西區赤嵌里相鄰。

## 沿革
北華里一帶在清代位於臺灣府城內，屬於鎮北坊，包括陰陽公、安祿境、觀音亭、頂土地、三老爺、鴨母寮、縣城隍、大銃街、三山國王、糖間、山坡頭等地點:244。
日治後期則屬於臺南市北門町（一丁目）、明治町（二丁目、三丁目）、花園町（三丁目）、老松町（一丁目、二丁目）、寶町（一丁目、二丁目）:244。
民國107年（2018年）4月30日，合併玉皇里、三德里與五福里設立北華里。